# Robert Grosvenor, 1:e markis av Westminster
Robert Grosvenor, 1:e markis av Westminster (från 1831), 2:e earl Grosvenor (till 1802 känd som viscount Belgrave), född 22 mars 1767 i London, död 17 februari 1845 på Eaton Hall i Cheshire, var en engelsk adelsman och godsägare. Han var son till Richard Grosvenor, 1:e earl Grosvenor.
Westminster utstyckade tomter till den förnäma stadsdelen Belgravia i London (från 1826). Liksom flera andra av släktens medlemmar var han en framstående uppfödare av ras- och kapplöpningshästar. Han grundlade också dyrbara konstsamlingar i släktens Londonpalats, Grosvenor House.
Gift 1794 med Eleanor Egerton (1770-1846), dotter till Thomas Egerton, 1:e earl Wilton.

## Barn
- Richard Grosvenor, 2:e markis av Westminster (1795-1869)
- Thomas Grosvenor Egerton, 2:e earl Wilton (1799-1882)
- Robert Grosvenor, 1:e baron Ebury (1801-1893)